# Schöllkrippen
Schöllkrippen es un municipio alemán, ubicado en el distrito de Aschaffenburg, en el Regierungsbezirk de Baja Franconia, en el Estado federado de Baviera. Asimismo, es la sede de la comunidad administrativa (Verwaltungsgemeinschaft) de Schöllkrippen.
Se encuentra al centro del Kahlgrund y a orillas del río Kahl, en el extremo occidental de la cadena montañosa Spessart.